# Mythimna separata

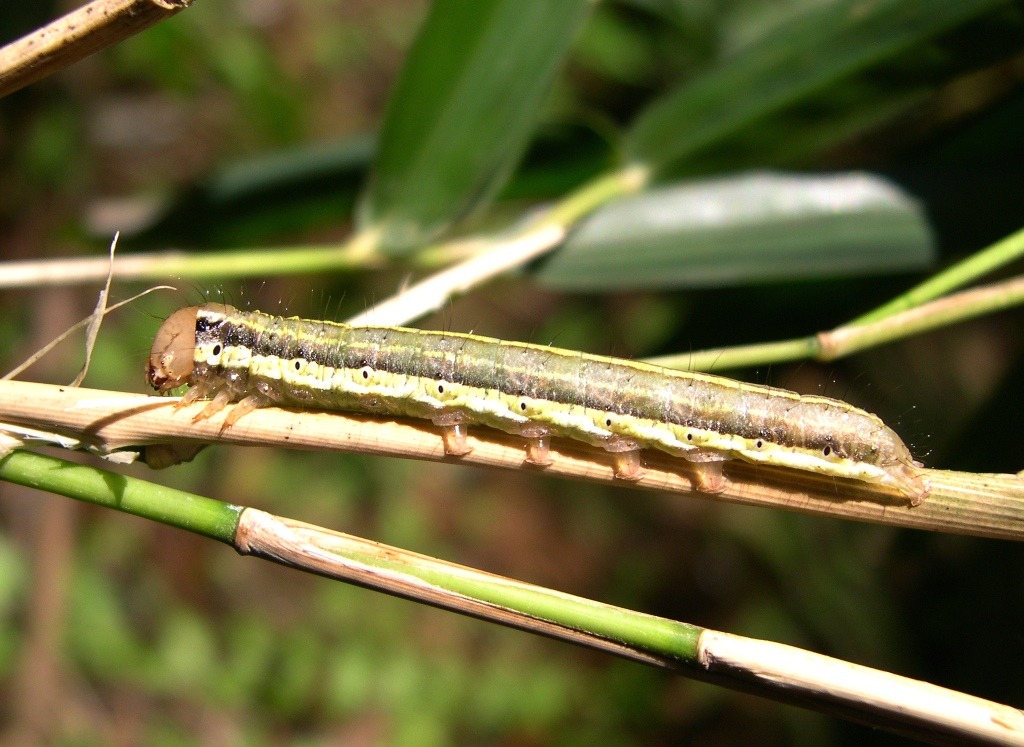
Oruga

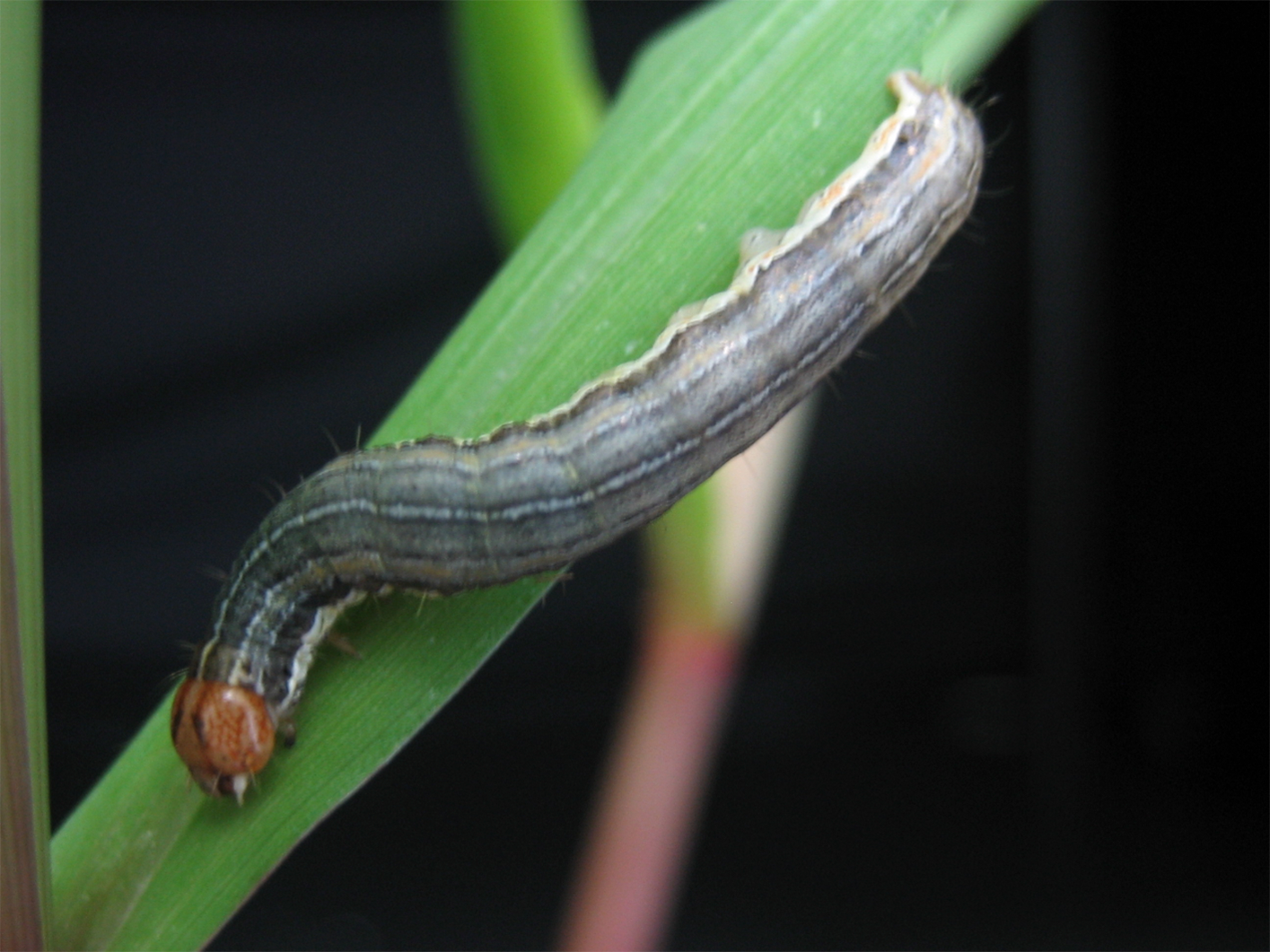
Las sustancias volátiles de la planta de maíz pueden conferir protección a la oruga en contra de los depredadores

Mythimna separata es una polilla de la familia Noctuidae. Se encuentra en China, Japón, Taiwán, Sureste de Asia, India, este de Australia, Nueva Zelanda , y algunas Islas del Pacífico. Es una de las peores plagas del maíz en Asia
La envergadura es de 35 a 50 mm. La polilla vuela entre enero y abril dependiendo de la ubicación.
Las larvas se alimentan de una amplia gama de plantas agrícolas, como Zea mays, Sorghum bicolor y Oryza sativa y por lo tanto es considerada como una plaga de estos cultivos. Pasan por cinco estadios. Las pupas son amarillentas y brillantes.
Es una especie migratoria. Una forma de combatir esta plaga es identificar en que parte del ciclo migratorio se encuentra.